# Keith Chan
Keith Chan (* 21. Juli 1981) ist ein kanadischer Badmintonspieler. 

## Karriere
Keith Chan wurde 2001 Panamerikameister im Mixed gemeinsam mit Milaine Cloutier. 2002 und 2004 gewann er die kanadischen Meisterschaften im Herrendoppel mit William Milroy. 2003 nahm er an der Badminton-Weltmeisterschaft teil.

## Sportliche Erfolge
| Saison | Veranstaltung                 | Disziplin    | Platz | Name                          |
| ------ | ----------------------------- | ------------ | ----- | ----------------------------- |
| 2001   | Panamerikameisterschaft       | Mixed        | 1     | Keith Chan / Milaine Cloutier |
| 2002   | Kanada: Einzelmeisterschaften | Herrendoppel | 1     | Keith Chan / William Milroy   |
| 2003   | Weltmeisterschaft             | Herrendoppel | 17    | Keith Chan / William Milroy   |
| 2004   | Kanada: Einzelmeisterschaften | Herrendoppel | 1     | Keith Chan / William Milroy   |

## Referenzen
- Keith Chan beim Badminton-Weltverband

| Personendaten    | Personendaten                |
| ---------------- | ---------------------------- |
| NAME             | Chan, Keith                  |
| KURZBESCHREIBUNG | kanadischer Badmintonspieler |
| GEBURTSDATUM     | 21. Juli 1981                |